# William Redfield
Pour les articles homonymes, voir Redfield.
Ne doit pas être confondu avec William C. Redfield.
William Redfield, né le 26 janvier 1927 à New York dans le quartier de Manhattan et mort le 17 août 1976 dans la même ville, est un auteur et acteur américain de théâtre, cinéma et télévision.

## Biographie
Né à Manhattan, New York, William Redfield fait ses débuts à Broadway en 1938. Il fait partie du groupe fondateur de l'Actors Studio. Il joue dans les pièces  A Man for All Seasons, Hamlet, You Know I Can't Hear You When the Water's Running, et Dude. Par la suite il fait carrière au cinéma.
Un de ses rôles les plus remarqués est celui de Dale Harding dans Vol au-dessus d'un nid de coucou. C'est durant le tournage de ce film que lui est diagnostiqué une leucémie. Il meurt en août 1976, moins d'un an après la sortie du film.

## Filmographie

### Cinéma
- 1955 : La Conquête de l'espace
- 1956 : Un magnifique salaud
- 1958 : I Married a Woman de Hal Kanter
- 1964 : Hamlet de Bill Colleran et John Gielgud
- 1965 : Morituri
- 1966 : Le Voyage fantastique
- 1966 : La Bataille de la vallée du diable
- 1971 : Des amis comme les miens
- 1972 : Les Quatre Malfrats
- 1974 : Un justicier dans la ville
- 1975 : Vol au-dessus d'un nid de coucou
- 1977 : On m'appelle Dollars

### Télévision
- Tales of Tomorrow
- Les Héritiers

## Théâtre
- 1961 : A Man for All Seasons
- 1964 : Hamlet
- 1967 : You Know I Can't Hear You When the Water's Running
- 1967 : A Minor Adjustment
- 1972 : Dude
- 1972 : The Love Suicide at Schofield Barracks